# Bezenčuk
Bezenčuk (in russo Безенчук?) è un insediamento di tipo urbano dell'oblast' di Samara in Russia; è il centro amministrativo del distretto Bezenčukskij.
Si trova 63 km a sud-ovest di Samara.